# Dům na kopci
Dům na kopci je gotický hororový román z roku 1959 od americké autorky Shirley Jacksonové. Román se dostal do finále National Book Award a je považován za jeden z nejlepších literárních duchařských příběhů publikovaných ve 20. století. Stal se předlohou pro dva celovečerní filmy, divadelní hru a také základem seriálu na Netflixu. Román Jacksonové se při snaze vyvolat u čtenáře emoce opírá spíše o teror než o horor a využívá složitých vztahů mezi záhadnými událostmi v domě a psychikou postav.

## Vývoj událostí
Autorka se rozhodla napsat svůj vlastní „duchařský příběh“ poté, co si přečetla o skupině „badatelů paranormálních aktivit“ z 19. století, kteří zkoumali dům a pak své údajné vědecké poznatky hlásili Společnosti pro duševní výzkum. To, co však Jacksononová objevila v jejich „nezajímavých zprávách, nebyl příběh o strašidelném domě, ale příběh několika upřímných, věřím, že i pomýlených, zcela určitě odhodlaných lidí s jejich odlišnou motivací a minulostí.“ Nadšená z možnosti ztvárnit vlastní strašidelný dům a postavy, které jej prozkoumají, se pustila do výzkumu. Jacksonová později upřesnila, že v jednom z časopisů našla obrázek kalifornského domu, který jí připadal tak akorát strašidelný. Svoji matku, která v té době žila v Kalifornii, požádala o pomoc najít o tomto obydlí nějaké informace. Její matka prý tento dům identifikovala jako jeden z těch, které postavil autorčin prapradědeček, architekt, který navrhl některé z nejstarších budov San Francisca. Aby se Jacksonová připravila na tvorbu svého vlastního příběhu, četla jeden svazek tradičních strašidelných příběhů za druhým. „Nikdo se nemůže dostat k románu o strašidelném domě, aniž by se přímo setkal s tématem reality; buď v duchy věřit musím, což taky věřím, nebo musím napsat úplně jiný druh románu.“ – Paula Guran.

## Děj
Hill House (Dům na kopci) je sídlo nacházející se mezi několika kopci, jeho přímá poloha však v knize není uvedena. V příběhu se vyskytují čtyři hlavní postavy: Dr. John Montague, vyšetřovatel nadpřirozeného; Eleanor Vance, mladá plachá žena, která odmítá fakt, že žije sama a stará se o svoji náročnou a postiženou matku;  Theodora, bohémská umělkyně, která je údajně ve vztahu s jinou ženou; a Luke Sanderson, mladý dědic Hill House, který je jejich hostitelem.
Dr. Montague doufá, že se mu podaří najít důkazy o existenci nadpřirozeného. Na léto si pronajímá Hill House a zve do něho několik lidí, které si vybral kvůli jejich zkušenostem s nadpřirozenými silami. Pozvání přijímají pouze Eleanor a Theodora. 
Hill House má dva správce, pana a paní Dudleyovi, kteří se během noci odmítají pohybovat kolem domu. Jak tak Dr. Montague vysvětluje historii budovy zahrnující sebevraždy a další násilná úmrtí, všichni čtyři návštěvníci domu spolu pomalu začínají navazovat přátelství.
Všem čtyřem návštěvníkům se v domě začínají dít podivné věci, od nevysvětlitelných zvuků a duchů, kteří se v noci potulují po chodbách po podivné nápisy na stěnách a mnoho dalších nevysvětlitelných událostí. Eleanor se potýká s jevy, které druzí nejsou schopni vnímat. Eleanor zároveň začíná ztrácet kontakt s realitou a z příběhu tak vyplývá, že to, s čím se Eleanor potýká, může být produkt její vlastní fantazie. Další nabízenou možností je, že Eleanor má podvědomou telekinetickou schopnost, která je sama o sobě příčinou mnoha nepokojů v domě, které zažívá ona i další členové vyšetřovacího týmu (což také může naznačovat, že duch v domě vůbec není). Tuto možnost navrhují zejména jednotlivé zmínky o Eleanořiných vzpomínkách na období entit podobné poltergeistům z jejího raného dětství na začátku románu.
Později se v románu objevuje panovačná a arogantní paní Montagueová a její společník Arthur Parker, ředitel chlapecké školy, přijíždějící do Hill House strávit víkend a pomoct s vyšetřováním. Stejně tak jako ostatní se i oni zajímají o nadpřirozeno, seance a psychografii (automatické psaní). Na rozdíl od ostatních čtyř hlavních postav nezažívají nic nadpřirozeného. Zdá se však, že jedna z psychografií paní Montagueové se s Eleanor snaží komunikovat.
Některé nadpřirozené jevy, které se v domě objevují, jsou popsány pouze vágně nebo zůstávají samotným postavám částečně neodhaleny. Eleanor a Theodora se nacházeli právě v ložnici, když se neviditelná síla snažila otevřít dveře. Eleanor si myslí, že ruka, kterou ve tmě držela, nebyla ruka Theodory. V jedné z kapitol, kde se Theodora s Eleanor v noci procházejí okolo domu, si všimnou rodinného pikniku. Jedná se o piknik rodiny duchů, který je však za denního světla. Theodora začne strachem křičet a varuje Eleanor, aby utekla a neohlížela se za sebe. Kniha však nevysvětluje, co Theodora skutečně vidí. Postavám začíná být postupně jasné, že Eleanor začíná být domem ovládána. Dr. Montague a Luke v obavách o její bezpečí prohlašují, že Eleanor musí odjet. Eleanor však považuje dům za svůj domov a odmítá. Dr. Montague a Luke ji nutí nastoupit do jejich auta; se všemi se rozloučí a pomalu odjíždí. Ještě předtím než se jí úplně podaří opustit pozemek, narazí autem do dubu. Předpokládá se, že je mrtvá. Poslední odstavec v knize nechává čtenáře o smrti Eleanor nejistým; byla Eleanor jen duševně narušená žena<, která spáchala sebevraždu, nebo mají její smrt na starost nadpřirozené síly? Následně se zjišťuje, že zemřela na stejném místě jako původní majitel domu.

## Ohlasy a odkazy
Edmund Fuller v roce 1959 ve své recenzi pro The New York Times napsal: „Shirley Jacksonová se svou „domýšlivostí“ dílem Hill House, ať se nám tento název líbí nebo ne,  opět dokazuje to, že je mistryní v psaní tajemných a strašidelný příběhů.“  Ve své knize Danse Macabre (1981), non-fiction recenzi hororového žánru, poskytuje Stephen King čtenářům obsáhlou recenzi a popisuje Dům na kopci jako jeden z nejlepších hororových románů konce 20. století. 
Podle deníku The Wall Street Journal je kniha „obecně považována za jeden z nejlepších příběhů o strašidelném domě, jaký byl kdy napsán“.  Damon Knight ve své rubrice recenzí pro The Magazine of Fantasy & Science Fiction vybral tento román jako jednu z 10 nejlepších žánrových knih roku 1959 a prohlásil, že „ se jedná o ukázkový román“. 
Sophie Missingová, která znovu v roce 2010 hodnotila knihu v deníku The Guardian, napsala: „Jacksonová se svým materiálem, který by v méně šikovných rukách přišel o své strašidelné kouzlo, výborně zachází se svými schopnosti a smyslem pro detail. […] Strach, který neodmyslitelně k románu patří, nespočívá v Hill House (i přesto, že děsivý opravdu je) nebo v událostech, které se v něm odehrávají, ale v neprozkoumaných zákoutích mysli jeho postav – a čtenářů. Možná právě to ho dělá dokonalým příběhem o strašidelném domě.“ 
V roce 2018 The New York Times oslovil 13 spisovatelů. Jejich úkolem bylo vybrat nejstrašidelnější fikci, kterou kdy četli. Carmen Maria Machado a Neil Gaiman vybrali právě Dům na kopci. 
Carmen Maria Machado o svých zkušenostech, kdy se zabývala románem Dům na kopci, napsala pro deník The Atlantic . Při tvorbě své povídky The Resident, kdy si dávala kratší pauzu od psaní, jí bylo řečeno, že její příběh čtenářům připomíná tvorbu Shirley Jacksonové. Jelikož od Jacksonové moc nečetla, rozhodla se přečíst Dům na kopci: „Hned, co jsem se vrátila domů do Filadelfie, jsem si sehnala kopii. Příběh mě okamžitě pohltil a knihu jsem přečetla najednou. Jeden večer jsem se pustila do čtení, a když moje přítelkyně (nyní manželka) šla spát, já stále četla. Příběh ve mně opravdu vyvolal pocit strachu. I přesto, že událostí s nadpřirozenou aktivitou  v románu není moc a jsou od sebe časově vzdálené, jsou jednotlivé výjevy napsány až skoro chladnokrevně, jako by Jacksonová popisovala věci, které už kdysi viděla. Ten zvláštní nádech surreality v knize mi připadal, jako když jde člověk z večírku opilý domů a všechno se zdá tak nějak jasnější a divnější.“ 

## Přepracování

### Film
Román byl zfilmován celkem dvakrát, v roce 1963 a znovu v roce 1999, pokaždé pod stejným názvem The Haunting. Verze z roku 1963, která získala pozitivní ohlasy, je relativně věrnou adaptací. Verze z roku 1999, posuzována kritiky, se od románu podstatně liší. Jedná se o v podstatě průhledný fantasy horor, ve kterém jsou sužovány všechny hlavní postavy a z toho dvě přichází nadpřirozenou silou o život (parodováno ve filmu Scary Movie 2 (2001).
Děj filmu The Legend of Hell House a kniha, na které je tento film založen, Hell House oba napsané Richardem Mathesonem, mají několik věcí s románem od Jacksonové (a jeho filmovým zpracováním The Haunting z roku 1963) společných. Čtyřčlenná skupina (zahrnující spirituální média, skeptiky, Brity i Američany) pobývá ve strašidelném gotickém domě s hrůzostrašnou historií za účelem svých vědeckých poznatků. Všichni jsou v domě sužováni neviditelnými silami.

### Divadlo
Divadelní hra založena na tomto románu byla poprvé roku 1964 zpracována F. Andrew Lesliem.  V roce 2015 Anthony Neilson připravil novou divadelní adaptaci pro produkci v Liverpool Playhouse.

### Rádio
V roce 1997 byl román Alison Josephovou zkrácen a vysílán na BBC Radio 4 v osmi 15 minutových epizodách, čtené Emmou Fieldingovou.

### Televize
V roce 2018 byla zveřejněna volnější televizní adaptace, která byla později pro chválu předána kritikům. V seriálové verzi je změněno několik prvků, nicméně hlavní myšlenka, prostředí Hill house, pan a paní Dudleyovi a několik jmen dalších postav jsou zachovány. Pozornost se však přenesla na členy rodiny Crain. Režisérem seriálu, který byl vyroben pro Netflix je Mike Flanagan. Seriál líčí příběh manželského páru a jejich pěti dětí, kteří byli domem sužování po celá desetiletí.